# Santa Rosa de Cabal
Pour les articles homonymes, voir Cabal.
Santa Rosa de Cabal est une municipalité située dans le département de Risaralda en Colombie.